# (120178) 2003 OP32
(120178) 2003 OP32 — транснептуновый объект в поясе Койпера. Он был открыт 26 июля 2003 года Майклом Брауном, Чадом Трухильо и Дэвидом Рабиновичем. Объект относится к кьюбивано.

## Происхождение
На основе общих структур ИК поглощения в области водяного льда и группировки их орбитальных элементов, объекты пояса Койпера (120178) 2003 OP32, (24835) 1995 SM55, (19308) 1996 TO66, (55636) 2002 TX300 и (145453) 2005 RR43 являются, по всей видимости, объектами, произошедшими от столкновения карликовой планеты Хаумеа и выделяются в отдельный класс. Нейтральные цвета спектра этих объектов свидетельствуют об отсутствии комплексных органических соединений на их поверхности, как и на более хорошо изученной поверхности Хаумеа.